# Antoni Poveda Zapata
Antoni Poveda Zapata (Madrid, 25 d'agost de 1955) és un polític català del PSC, alcalde de Sant Joan Despí des de 2006 fins al 2021.
El 1959 es trasllada a Sant Joan Despí, on fixa la seva residència al barri de les Planes. Les seves inquietuds polítiques el van portar a vincular-se, als 17 anys, a moviments de lluita antifranquista i d'esquerres. Després de participar en les JCC, Joventuts Comunistes de Catalunya, i en el PSUC, Partit Socialista Unificat de Catalunya, el 1981 es va incorporar al Partit dels Socialistes de Catalunya, on ha assumit diverses responsabilitats, en la direcció nacional i a la comarca del Baix Llobregat.
És periodista de professió (membre del Col·legi de Periodistes de Catalunya) i ha treballat en diverses publicacions comTele/eXprés, Mundo Diario i El Periódico de Catalunya.
El 3 de març de 2006 va ser escollit alcalde de Sant Joan Despí, després de la jubilació d'Eduard Alonso. Des de llavors ha revalidat el càrrec amb majoria absoluta en les eleccions municipals de 2007, 2011, 2015 i 2019.
Des de 2012 és primer secretari de la Federació del Baix Llobregat del PSC. De 2007 a 2011 va ser president de l' EMT (Entitat Metropolitana del Transport) de la Mancomunitat de Municipis de l'Àrea Metropolitana de Barcelona (MMAMB). Des de 2011 fins a l'actualitat és vicepresident de Transport i Mobilitat de l'Àrea Metropolitana de Barcelona.